# Phagotus
Il phagotus  è uno strumento musicale rinascimentale, aerofono ad ancia doppia metallica, inventato da Afranio degli Albonesi. Era azionato da un paio di mantici ed era suonato da un singolo esecutore.
Si pensa che Afranio abbia elaborato uno strumento in uso a Ferrara con caratteristiche meccaniche simili e, dopo una serie di sperimentazioni, lo abbia perfezionato nella forma conosciuta nel 1521, con l'aiuto del tornitore di corte Giovanni Battista Ravilio.
Il phagotus era probabilmente un tipo perfezionato di Cornamusa, con qualche somiglianza all'attuale fagotto.